# Fernando Muñoz
Fernando Muñoz García, noto come Nando (Siviglia, 30 ottobre 1967), è un ex calciatore spagnolo, di ruolo difensore.

## Carriera

### Club
Cresciuto calcisticamente nel Siviglia, squadra della sua città, nel 1990 approdò al Barcellona, dove sino al 1992 fu tra i componenti del Dream Team allenato da Johan Cruijff, vincendo la Coppa dei Campioni 1991-1992 e 2 titoli spagnoli consecutivi. Ceduto al Real Madrid, vi rimase fino al 1996 prima di passare al Espanyol. Nel 2001 con cui chiuse la carriera dopo una stagione al Elche.

### Nazionale
Con la divisa della Nazionale spagnola ha totalizzato 8 presenze. Ha debuttato il 12 settembre 1990 contro il Brasile, mentre la sua ultima gara con le Furie Rosse è stata il 22 aprile 1992, contro l'Albania.

## Palmarès

### Club

#### Competizioni nazionali
- Campionato spagnolo: 3

Barcellona: 1990-1991, 1991-1992
Real Madrid: 1994-1995
- Supercoppa di Spagna: 2

Barcellona: 1991
Real Madrid: 1993
- Coppa di Spagna: 2

Real Madrid: 1992-1993
Espanyol: 1999-2000

#### Competizioni internazionali
- Coppa dei Campioni: 1

Barcellona: 1991-1992
- Coppa Iberoamericana: 1

Real Madrid: 1994